# Hanati Silamu
Hanati Silamu (em chinês simplificado: 哈那提·斯拉木; pinyin: Hānàtí Sīlāmù; Altay, 13 de setembro de 1984) é um boxista chinês que representou seu país em duas edições de Jogos Olímpicos.
Em sua primeira participação olímpica, em Atenas 2004, Hanati não teve um bom desempenho e foi eliminado logo em sua segunda luta, contra o azeri Ruslan Khairov. Nos Jogos Olímpicos de Verão de 2008, realizados em Pequim, conseguiu chegar até as semifinais onde perdeu para o cubano Carlos Banteux, ficando com a medalha de bronze.